# (72692) 2001 FN72
(72692) 2001 FN72 – planetoida z pasa głównego asteroid okrążająca Słońce w ciągu 5,46 lat w średniej odległości 3,1 j.a. Odkryta 19 marca 2001 roku.